# Foro Juvenil de Ley y Justicia
El Foro Juvenil de Ley y Justicia (en polaco: Forum Młodych Prawa i Sprawiedliwości), abreviado como FM Pis, es el ala juvenil del partido conservador polaco Ley y Justicia.
El FM PiS es miembro de Jóvenes Conservadores Europeos, cuyo congreso de 2012 se celebró en Varsovia.